# Хьюз, Джон (журналист)
Роберт Джон Хьюз (англ. R. John Hughes; 28 апреля 1930, Нит, Гламорган — 14 декабря 2022, Солт-Лейк-Сити, Юта, США) — американский корреспондент и редактор, удостоенный в 1967 году Пулитцеровской премии за международный репортаж. Также в разные годы Хьюз выступал представителем Госдепартамента, ассистентом генерального секретаря, пресс-секретарём Организации Объединённых Наций.

## Биография
Джон Хьюз родился в уэльском городе Нит и вырос в Лондоне, застав период бомбардировок города во время Второй мировой войны. Отец юноши сражался в Северной Африке, по его возвращении и завершении военных действий семья переехала в Южно-Африканскую Республику. В 1946 году в возрасте 16 лет он получил должность репортёра в региональной газете Natal Mercury, где проработал три года. Хьюз вернулся в Великобританию в 1950 году и следующие пять лет проработал репортёром в Daily Mirror, редактором в Reuters и лондонских новостных изданиях.
Будучи выходцем из семьи последователей Христианской науки, в 1954 году Джон Хьюз переехал в Соединённые Штаты для работы в издательстве Christian Science Monitor. Через год редакция направила его иностранным корреспондентом в Африку, где он работал около шести лет. Журналист освещал провозглашение независимости в Гане и начало восстания против апартеида. В этот же период Хьюз стал призёром гранта Нимана для журналистов в Гарвардском университете в 1961 году. Вернувшись в издательство, следующие два десятилетия Хьюз поочерёдно работал зарубежным корреспондентом в Москве, помощником редактора иностранных новостей, корреспондентом в Азии, редактором и главным редактором издания. В частности он освещал Карибский кризис, Культурную революцию и Вьетнамскую войну, обсудить которую позднее журналиста пригласил в Белый Дом президент Эндрю Джонсон. В 1967 году за свои материалы о коммунистическом движении в Индонезии Хьюз получил Пулитцеровскую премию за международный репортаж. Позднее корреспондент использовал статьи для книги «Переворот в Индонезии».
Благодаря работе в Christian Science Monitor к 1977 году Хьюз заинтересовался изданием собственной газеты и основал компанию Hughes Newspapers. Он оставался её президентом, издателем и редактором до 1981 года. Компания выпускала пять ежедневных газет в Массачусетсе. К ним относились: ярмуртская газета Yarmouth Sun, денниское издание Dennis Bulletin и «Путеводитель покупателей Нижнего мыса», которые в 1980-х годах были проданы компании Prescott Publishing Co. В 1981 году Хьюз переехал в Вашингтон, где начал работу в администрации президента Рональда Рейгана. Вскоре он получил должность заместителя директора Международного агентства связи США и директора радиостанции «Голос Америки».
В 1982—1985 по приглашению госсекретаря Джорджа Шульца Хьюз выступал представителем Госдепартамента и помощником по связям с общественностью. Свою карьеру в Государственном департаменте Хьюз завершил в 1985 году, вернувшись на должность колумниста в Christian Science Monitor, для которого также вёл программу на радио. Параллельно в течение последующих десяти лет он посвятил себя преподавательской деятельности в Бостонском университете и Университете Бригама Янга. После неудачной попытки запустить собственное издание в Мэне, которую Хьюз предпринял со своим знакомым из The Washington Post, корреспондент вернулся к административной работе. В 1991 году он возглавлял двухпартийную президентскую рабочую группу по вопросу о будущем в области международного вещания, через год — был назначен председателем совместной комиссии президента и конгресса по радиовещанию в Китайской Народной Республике. В течение 1995 года он выступал ассистентом генерального секретаря и пресс-секретарём Организации Объединённых Наций.
Когда он консультировал владеющую медиахолдингом News-Journal Company компанию DuPont, его пригласили возглавить газету Deseret News. Он стал первым редактором издания, который не был последователем мормонов. За 1997—2007 годы издатель сумел добиться увеличения ежегодных подписок более чем на четверть. Позднее Хьюз вернулся в Университет Бригама Янга в качестве почётного профессора. Параллельно он давал лекции о своей карьере, продолжал вести авторскую колонку в Christian Science Monitor и издал биографию «От газетчика до Пулитцера: путешествие журналиста».

## Награды и признание
В разные годы Роберт Джон Хьюз являлся президентом Американского сообщества новостных редакторов и членом совета Пулитцеровской премии. Он также отмечен:
- Наградой Фонда Нимана в журналистике[англ.] 1961 года[6];
- Премией Клуба зарубежных корреспондентов[англ.] 1967 и 1970 годов[6];
- Премией Янки Квилл[англ.][6];
- Наградой за служение журналистике Университета Юты 1997 года[6];
- Почётной докторской степенью Колледжа Колби[англ.], 1994 года[6];
- Наградой в области дипломатии и медиа от Национального совета для иностранных кадров[14].

## Личная жизнь
Получив гражданство Соединённых Штатов в 1954 году, Джон Хьюз вскоре женился на Либби Покман. Позднее пара обзавелась двумя детьми. Его второй женой стала выпускница и в последующем профессор Университета Бригама Янга Пегги Хьюз, в браке с которой родился третий ребёнок журналиста.